# Finn Bálor
Fergal Devitt (Condado de Wicklow, 25 de julho de 1981) é um lutador profissional irlandês. Ele trabalha atualmente para a WWE, na marca Raw, sob o nome de ringue Finn Bálor ([ˈbælər]). Ele é membro do grupo The Judgment Day e é um dos campeões mundiais de duplas com o colega de equipe JD McDonagh em seu segundo reinado como equipe e o quarto reinado de Bálor individualmente.
Devitt começou sua carreira em 2001, antes de se tornar amplamente conhecido por sua passagem pela New Japan Pro Wrestling (NJPW), sob o nome de ringue Prince Devitt. Dentro da promoção, ele conquistou três vezes o IWGP Júnior Heavyweight Championship e seis vezes IWGP Júnior Heavyweight Tag Team Championship, tendo vencido o título duas vezes com Minoru e quatro vezes com Ryusuke Taguchi. Ele também é duas vezes ganhador do torneio Best of the Super Juniors, tendo vencido em 2010 e 2013, além de ser um dos membros fundadores e o líder original do grupo Bullet Club. Através da parceria da NJPW com a promoção mexicana Consejo Mundial de Lucha Libre (CMLL), Devitt também lutou lá, vencendo por uma ocasião o NWA World Historic Middleweight Championship. Ele também lutou em várias promoções independentes, vencendo uma vez o ICW Zero-G Championship, uma vez o RPW British Cruiserweight Championship e duas vezes o NWA British Commonwealth Heavyweight Championship.
Após assinar com o território de desenvolvimento da WWE, o NXT, e adotar seu nome de ringue atual, Bálor conquistou o Campeonato do NXT, com seu reinado de 292 dias sendo o mais longo da história do título até março de 2020. Também durante seu tempo no NXT, Bálor se tornou o primeiro co-vencedor do inaugural Dusty Rhodes Tag Team Classic com Samoa Joe. Pouco depois de chegar ao plantel principal, Bálor se tornou o primeiro lutador na história da WWE a ganhar um título mundial em sua estreia em pay-per-view, o segundo campeão mundial irlandês na WWE (depois de Sheamus) e também o lutador mais rápido da história da WWE a conquistar um título mundial, com apenas 27 dias após sua estreia no elenco principal, ao se tornar o inaugural Campeão Universal da WWE no SummerSlam 2016. Bálor também é duas vezes campeão intercontinental e uma vez campeão dos Estados Unidos. Bálor se tornou um realizador do Grand Slam em 2 de setembro de 2023, no Payback, ao vencer o Campeonato Indiscutível de Duplas da WWE, sendo também um total de cinco vezes campeão de duplas na WWE.

## Carreira no wrestling profissional

### Início da carreira (2000–2006)
Depois de treinar na NWA UK Hammerlock, Devitt estreou por lá em 2000 com a idade de 18 anos, ganhando o NWA British Commonwealth Heavyweight Championship. Depois de se formar, sua carreira de wrestling se iniciou rapidamente, e ele começou a percorrer a Irlanda, o Reino Unido, e os Estados Unidos. Em meados de 2002, Devitt abriu a NWA Ireland, a sua própria promoção de wrestling na Irlanda, com Paul Tracey; a empresa tornou-se a promoção da irmã do seu homólogo britânico sob a mesma bandeira. Como parte do NWA Ireland, Devitt treinou inúmeros lutadores, incluindo Rebecca Knox (atual Becky Lynch).
Em 8 de outubro de 2005, em Nashville, Tennessee, no NWA 57th anniversary show, Devitt derrotou Dru Onyx para vencer seu segundo NWA British Commonwealth Heavyweight Championship. Após a luta ambos os participantes foram convidados para a New Japan Inoki Dojo em Santa Monica, Califórnia para treinar. Durante o final de 2005, Devitt também começou a competir para o Wrestling Federation Millennium (MWF). Ele fez sua estreia em um combate triple threat no Soul Survivor III em 5 de Novembro, que valia o MWF Television Championship contra o campeão Eddie Edwards e John Walters. Fez sua estreia na televisão na edição de novembro da MWF Ultra, em um combate contra Osirus. Depois de impressionar muitos promotores e formadores, ele foi convidado para treinar no dojo principal do New Japan no Japão, onde, no início de 2006, ele começou a treinar o estilo japonês de wrestling profissional. Ele perdeu o NWA British Commonwealth Heavyweight Championship para Karl Anderson em março de 2006.

### New Japan Pro Wrestling

#### Pegasus Kid (2006)
Um dia depois de perder o NWA British Commonwealth Heavyweight Championship, Devitt assinou um contrato com a New Japan Pro Wrestling em março de 2006. Em abril de 2006 fez sua estreia na New Japan Pro Wrestling contra El Samurai, usando o ring name Prince Devitt. Devitt mais tarde declarou em uma entrevista com o PowerSlam Mag que a NJPW o renomeou porque ninguém japonês poderia pronunciar o seu nome real. Em maio de 2006, a NJPW começou a fazer alguns eventos de marca exclusiva, e Devitt estreou sob uma máscara como Pegasus Kid II, o que levou a comparações entre Devitt e o original Pegasus Kid, Chris Benoit.

#### Control Terrorism Unit e RISE (2007–2008)
Durante sua turnê na NJPW no final de agosto e início de setembro, ele começou a competir sob sua verdadeira identidade como uma estrela irlandesa. Ele eventualmente tornou-se heel e começou a parceria com a Control Terrorism Unit (CTU) como um aprendiz. Enquanto parceria com a CTU, ele começou uma série de derrotas, agravando seus companheiros de equipe, os fazendo não querê-lo em seu time. Isso o levou a ser dada uma última chance em 6 de Outubro, onde ele em uma ocasião impressionou seus companheiros de equipe da CTU suficiente para continuar sua associação com eles. Para se solidificar na equipe, Devitt fez dupla com o líder da CTU, Jushin Thunder Liger para enfrentar Wataru Inoue e Ryusuke Taguchi. Em uma grande reviravolta, Devitt ajudou sua equipe a vencer depois de um stiff brainbuster em Inoue. A partir de então, ele foi oficialmente reconhecido como um membro da CTU.
Seu impulso foi interrompido em janeiro de 2007, quando ele sofreu uma grave lesão no joelho, deixando o mesmo fora de ação na NJPW até o início de maio daquele ano. Depois, ele voltou à ação, mostrando grande melhora e foi elogiado pelo companheiro de equipa CTU, Minoru, tornando-se o favorito para vencer o Best of The Super Jr's Tournament de 2007 em junho daquele ano. No entanto, isso não aconteceu, pois Devitt não marcou nenhum ponto no evento. Após a dobragem da CTU em agosto de 2007, Devitt e Minoru se juntaram ao novo grupo RISE, formando uma tag team chamada "Prince Prince" (em homenagem ao ring name de Devitt e o  apelido de Minoru, "Black Prince"). Em novembro de 2007, a TNA fez uma turnê junto com a NJPW, onde Senshi e Christopher Daniels derrotaram Devitt e Minoru.
Em 27 de Janeiro de 2008, Devitt e Minoru ganharam o IWGP Junior Heavyweight Tag Team Championship juntos, sendo este o primeiro grande título de Devitt. Eles perderam o título para Akira e Jushin Thunder Liger em fevereiro, antes de recuperar o título em 21 de julho. Depois de um reinado de quase de três meses eles perderam o título para a No Limit (Tetsuya Naito e Yujiro) em outubro.

#### Apollo 55 (2009–2013)
Devitt se uniu com Ryusuke Taguchi como Apollo 55 (アポロ·ゴー·ゴー|Aporo Gō Gō}) e em 5 de Julho de 2009, no Circuit 2009 New Japan Soul eles derrotaram os Motor City Machine Guns (Alex Shelley e Chris Sabin) para ganhar o IWGP Junior Heavyweight Tag Team Championship. Em 30 de maio, Devitt entrou no torneio Best of the Super Juniors em 2009. Depois de ganhar o seu desafio na fase de round-robin do torneio, Devitt avançou para as semifinais, onde derrotou Kota Ibushi. Devitt foi derrotado na final do torneio por Koji Kanemoto. Em dezembro de 2009, Devitt entrou na Super J Cup. Depois de derrotar Atsushi Aoki, Danshoku Dino e Yamato, Devitt foi mais uma vez derrotado nas finais do torneio, desta vez por Naomichi Marufuji. Em 4 de janeiro de 2010, no Wrestle Kingdom IV no Tokyo Dome, Devitt e Taguchi defendeu com sucesso o IWGP Júnior Heavyweight Championship Tag Team Championship contra Averno e Último Guerrero. Em 21 de abril, Devitt e Taguchi foram destituídos do título, depois de não defendê-los por 30 dias. Em 8 de maio, os dois entraram no Super J Tag Tournament em uma tentativa de recuperar o título, mas foram derrotados na final pela equipe de El Samurai e Koji Kanemoto.
Em 30 de maio, Devitt entrou no Best of the Super Juniors tournament de 2010 e duas semanas depois terminou em segundo em seu bloco com cinco vitórias, avançando para as semifinais do torneio. Em 13 de junho, Devitt derrotou primeiro Taiji Ishimori nas semifinais e, em seguida, Kota Ibushi na final para ganhar o torneio e ganhar uma chance pelo título de Naomichi Marufuji o IWGP Júnior Heavyweight Championship. Em 19 de junho, no Dominion 6.19, Devitt derrotou Marufuji para ganhar o IWGP Junior Heavyweight Championship pela primeira vez. Onze dias depois, Devitt, Taguchi e Hirooki Goto ganharam o J Sports Crown Openweight 6 Man Tag Tournament, derrotando Hiroshi Tanahashi, TAJIRI e Kushida na final. Devitt fez a sua primeira defesa de título em 11 de julho, derrotando o Pro Wrestling NOAH Atsushi Aoki. Uma semana depois, em 19 de Julho, Devitt e Taguchi derrotaram Koji Kanemoto e El Samurai para ganhar o IWGP Júnior Heavyweight Tag Team Championship pela segunda vez como uma equipe. Em agosto, Devitt entrou maior torneio anual da NJPW, o G1 Climax, como um substituto para o lesionado Naomichi Marufuji. Devitt conseguiu vencer quatro dos seus sete combates na fase de round-robin do torneio, incluindo uma grande vitória sobre o quatro vezes IWGP Heavyweight Champion Hiroshi Tanahashi, mas terminou em quinto em seu bloco e perdeu avançando para as finais por um único ponto. Em 3 de setembro, Devitt fez sua segunda defesa com sucesso do IWGP Junior Heavyweight Championship, derrotando o representante da Dramatic Dream Team (DDT) Kenny Omega. Omega e Kota Ibushi, a equipe conhecida coletivamente como os Golden☆Lovers, voltou no dia 11 de Outubro, no Destruction '10 e derrotaram Devitt e Taguchi para ganhar o IWGP Junior Heavyweight Tag Team Championship.

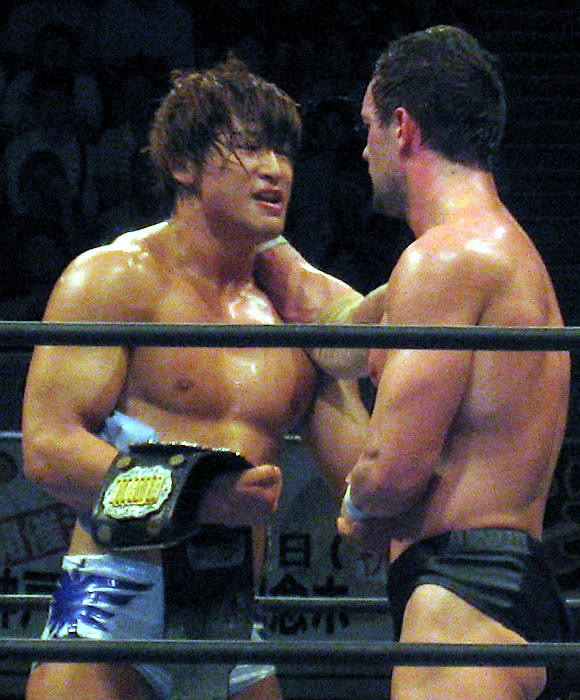
Devitt em junho de 2011 depois de perder o IWGP Junior Heavyweight Championship para Kota Ibushi.

Em 11 de dezembro, Devitt fez sua terceira defesa bem sucedida do IWGP Júnior Heavyweight Championship, derrotando outro grande wrestler da NJPW, Davey Richards. Em 4 de janeiro de 2011, no Wrestle Kingdom V in Tokyo Dome, Devitt defendeu com sucesso o IWGP Junior Heavyweight Championship contra Kota Ibushi, vingando a perda do IWGP Júnior Heavyweight Tag Team Championship. Em 23 de janeiro no Fantasticamania 2011, a NJPW e Consejo Mundial de Lucha Libre (CMLL) evento co-promovido em Tóquio, Devitt e Taguchi derrotaram Kenny Omega e Kota Ibushi para recuperar o IWGP Tag Júnior Heavyweight Championship, fazendo Devitt segurar dois títulos da NJPW pela segunda vez. Devitt continuou sua série de defesas do IWGP Junior Heavyweight Championship contra lutadores que não estavam na empresa, quando ele defendeu com sucesso o título contra Taka Michinoku em 20 de Fevereiro e Kushida em 19 de Março. Em maio, Devitt participaram do NJPW Invasion Tour 2011, a primeira turnê do New Japan Pro Wrestling nos Estados Unidos, durante o qual ele defendeu com sucesso o IWGP Júnior Heavyweight Championship contra Low Ki em 14 de maio, em Nova York e do IWGP Junior Heavyweight Tag Team Championship contra o Strong Style Thugz (Homicide e Low Ki) em 15 de maio, em Filadélfia, Pensilvânia. Em 26 de Maio, Devitt entrou no torneio Best of the Super Juniors de 2011. Depois de perder o a luta inicial contra Davey Richards, Devitt conseguiu uma série de sete vitórias para terminar em primeiro em seu bloco na fase de round-robin do torneio. Em 10 de junho, Devitt foi eliminado do torneio nas semifinais por seu próprio parceiro de tag team, Ryusuke Taguchi. Em 18 de junho, no Dominion 6.18, Devitt perdeu o IWGP Junior Heavyweight Championship para o vencedor do Best of the Super Juniors, Kota Ibushi, terminando o seu reinado em 364 dias.
Em 23 de junho, Devitt, Taguchi e Hirooki Goto ganharam seu segundo J Sports Crown Openweight 6 Man Tag Tournament consecutivo ao derrotar a equipe de Giant Bernard, Jushin Thunder Liger e Karl Anderson na final dos três dias de duração torneio. Em 24 de julho, Devitt recebeu sua revanche pelo IWGP Junior Heavyweight Championship em um evento da DDT, mas foi incapaz de recuperar o título de Ibushi. Isto levou a um combate em 14 de agosto, onde Apollo 55 defendeu com sucesso o IWGP Júnior Heavyweight Tag Team Championship contra os Golden☆Lovers. Em 11 de setembro, Apollo 55 derrotou Taichi e Taka Michinoku para fazer sua sétima defesa bem sucedida do IWGP Junior Heavyweight Tag Team Championship, quebrando o recorde de mais defesas durante um único reinado. Quando Kota Ibushi foi obrigado a desocupar o IWGP Junior Heavyweight Championship após ter deslocado o ombro esquerdo, Devitt, como o campeão anterior, foi colocado em um combate para determinar o novo campeão. Em 19 de setembro, Devitt derrotou Kushida para ganhar o IWGP Junior Heavyweight Championship pela segunda vez. Em 10 de Outubro, no Destruction '11, Devitt e Taguchi perderam o IWGP Júnior Heavyweight Tag Team Championship para o No Remorse Corps (Davey Richards e Rocky Romero). Devitt fez a primeira defesa de título bem sucedida de seu segundo reinado do IWGP Júnior Heavyweight Championship no dia 12 de novembro no Power Struggle, derrotando Taka Michinoku, e seguiu-se ao derrotar o homem que o havia tirado seu IWGP Júnior Heavyweight Tag Team Championship, Davey Richards, em sua segunda defesa em 4 de Dezembro. Em 23 de dezembro Devitt venceu o membro do No Remorse Corps, Rocky Romero, para fazer sua terceira defesa do IWGP Júnior Heavyweight Championship. Em 4 de Janeiro de 2012, no Wrestle Kingdom VI in Tokyo Dome, Devitt e Taguchi derrotaram Richards e Romero mais uma vez para recuperar o IWGP Júnior Heavyweight Tag Team Championship, fazendo Devitt quebrar o recorde de maior vencedor do título. Em 12 de fevereiro no The New Beginning, Apollo 55 perdeu o IWGP Júnior Heavyweight Tag Team Championship de volta para a No Remorse Corps em sua primeira defesa. Isto levou a um combate em 10 de Março, onde Devitt derrotou Davey Richards para fazer sua quarta defesa do IWGP Junior Heavyweight Championship.
Em 14 de março de 2012, Devitt viajou para o México para sua primeira turnê no país com a promoção Consejo Mundial de Lucha Libre, como parte de um acordo de trabalho entre NJPW e CMLL. Depois de ser tirado das lutas devido a uma lesão na panturrilha durante a primeira semana no México, Devitt fez sua estreia na CMLL em 23 de março, em parceria com Marco Corleone em uma luta no eventro principal que envolvia seis homens, onde enfrentaram Mephisto, Último Guerrero e Volador Jr. Depois de conseguir a vitória sobre Volador Jr., Devitt desafiou-o a um combate pelo NWA World Historic Middleweight Championship. Em 30 de março, Devitt derrotou Volador Jr. para se tornar o novo NWA World Historic Middleweight Champion. Em 3 de maio no Wrestling Dontaku 2012, Devitt perdeu o IWGP Junior Heavyweight Championship para Low Ki em sua quinta defesa, terminando seu segundo reinado em 227 dias. Em 27 de maio, Devitt entrou no Best of the Super Juniors de 2012, que começou com duas perdas para Kushida e Taichi. Devitt se recuperou, vencendo cinco dos seus seis combates restantes, incluindo uma vitória sobre Jushin Thunder Liger na luta round-robin final do torneio em 09 de junho, para terminar em segundo em seu bloco e avançar para as semifinais do torneio. No dia seguinte, Devitt foi eliminado do torneio nas semifinais por Low Ki. Em 8 de julho, Devitt derrotou Taichi para fazer sua primeira defesa bem sucedida do NWA World Historic Middleweight Championship. Sua segunda defesa de título ocorreu em 29 de julho, quando ele derrotou o campeão anterior Volador Jr. em uma revanche no evento principal de um evento na NJPW no Korakuen Hall. Em 12 de setembro, Devitt voltou para o México para outro evento com a CMLL. Devitt lutou seu primeiro combate de volta á CMLL dois dias depois no 79º Anniversary Show, onde ele, Atlantis e Místico II foram derrotados em uma luta de seis homens por Dragón Rojo, Jr., Negro Casas e Último Guerrero, quando Rojo derrotou Devitt para a vitória. Em 21 de setembro, Devitt novamente derrotado por Rojo em uma luta tag team de seis homens, onde ele se uniu com Blue Panther e La Sombra para enfrentar Rojo, Mr. Águila e Taichi. Depois, Devitt aceitou o desafio de Rojo pelo NWA World Historic Middleweight Championship. Em 28 de setembro no CMLL Super Viernes Show, Devitt perdeu o título para Rojo, terminando o seu reinado de 182 dias.

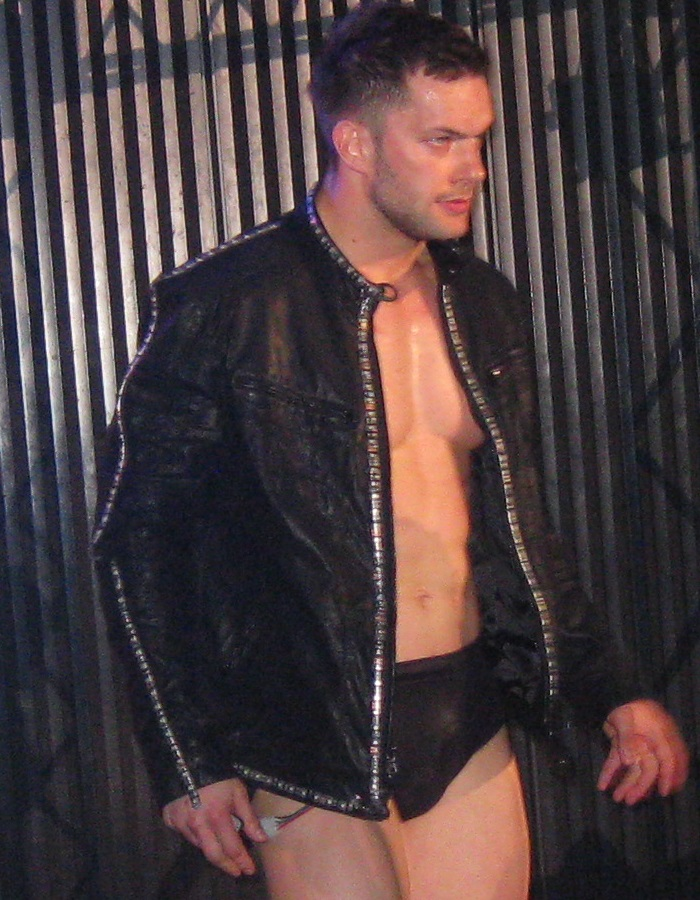
Devitt em junho de 2013.

Devitt retornou a New Japan em 8 de outubro, no King of Pro Wrestling de 2012, desafiando o IWGP Júnior Heavyweight Champion Low Ki para um combate pelo título, depois de ter recuperado o título de Kota Ibushi. Em 21 de outubro, a Apollo 55 entrou no Super Jr. Tag Tournament de 2012, derrotando Chaos (Brian Kendrick e Low Ki) na primeira partida rodada. Em 2 de novembro, Devitt e Taguchi derrotaram os IWGP Junior Heavyweight Tag Team Champions, Forever Hooligans (Alex Koslov e Rocky Romero), para avançar para as finais do torneio, onde, mais tarde naquele mesmo dia, eles foram derrotados pelos Time Splitters (Alex Shelley e Kushida). Em 11 de novembro, no Power Struggle, Devitt derrotou Low Ki para ganhar o IWGP Junior Heavyweight Championship pela terceira vez. Em 4 de janeiro de 2013, no Wrestle Kingdom 7 in Tokyo Dome, Devitt derrotou Low Ki e Kota Ibushi em uma luta triple threat para defender seu título pela primeira vez com sucesso. Depois de sua vitória, Devitt aceitou um desafio pelo título feita por seu parceiro de tag team, Ryusuke Taguchi. Em 3 de fevereiro, Devitt conseguiu uma grande vitória, quando ele derrotou o IWGP Heavyweight Champion Hiroshi Tanahashi em um combate de tag team, onde ele e Karl Anderson enfrentaram Tanahashi e Taguchi. Sete dias depois, Devitt derrotou Taguchi no The New Beginning para fazer sua segunda defesa bem sucedida do IWGP Junior Heavyweight Championship. Em 3 de março, Devitt participou do evento principal da NJPW, New Japan's 41º Anniversary Event perdendo para Hiroshi Tanahashi em uma luta sem o título em jogo. Após a derrota, Devitt começou a retratar uma personalidade mais arrogante, desrespeitando ambos os parceiros e adversários, com exceção de Ryusuke Taguchi, que ele tentou convence-lo para ir junto com sua nova atitude. Em 5 de abril, Devitt derrotou Alex Shelley fazendo assim, sua terceira defesa bem sucedida do IWGP Junior Heavyweight Championship. Dois dias depois, no Invasion Attack, a Apollo 55, sem sucesso, desafiou Time Splitters pelo IWGP Junior Heavyweight Tag Team Championship, fazendo Devitt se virar contra Taguchi e encerrar sua parceria de longa data com ele, e introduziu o lutador Bad Luck Fale como seu novo "bouncer", ao mesmo tempo em que começou a se auto-denominar como "Real Rock 'n' Rolla".

#### Bullet Club (2013–2014)

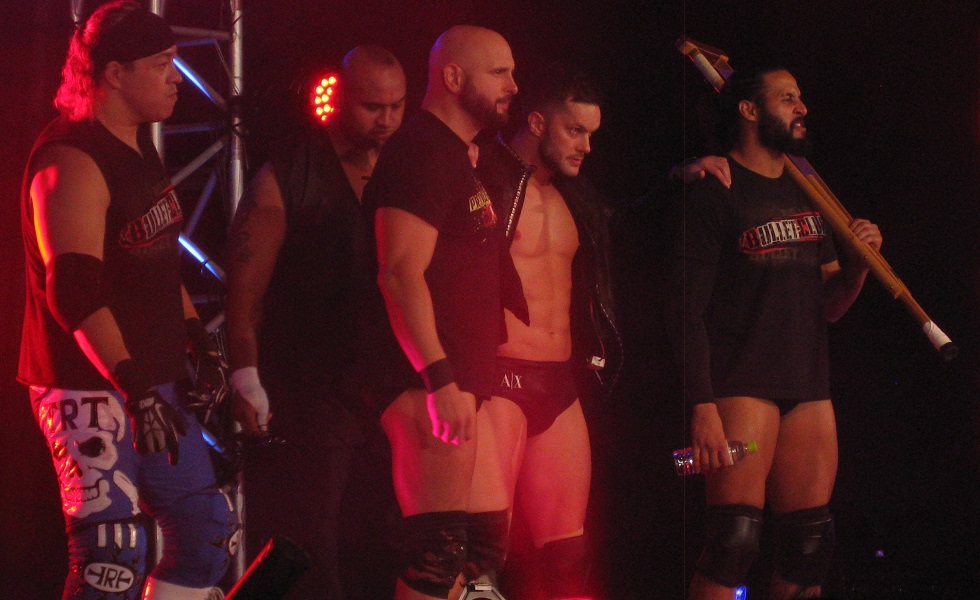
Devitt com o Bullet Club em setembro de 2013.

A primeira luta entre os membros da Apollo 55 aconteceu em 3 de maio no Wrestling Dontaku 2013, onde Devitt e Fale derrotaram Taguchi e Captain New Japan em uma luta tag team. Mais tarde no evento, Devitt e Fale se juntaram a Karl Anderson e Tama Tonga para atacar Hiroshi Tanahashi. O novo grupo foi nomeado "Bullet Club". Em 24 de maio, Devitt entrou no Best of the Super Juniors, onde ele terminou seu bloco com um recorde de oito vitórias, sempre com ajuda do Bullet Club para vencer as lutas. Em 9 de junho, Devitt derrotou primeiro Kenny Omega nas semifinais e depois Alex Shelley na final para vencer seu segundo Best of the Super Juniors. Depois de sua vitória, Devitt desafiou Hiroshi Tanahashi, dizendo ter um novo objetivo; se tornar o primeiro lutador a ter o IWGP Junior Heavyweight Championship e o IWGP Heavyweight Championship simultaneamente. Em 22 de junho no Dominion 6.22, Devitt derrotou Tanahashi com ajuda do Bullet Club tpara ganhar sua primeira luta pelo IWGP Heavyweight Championship. Mais tarde no evento, o detentor do IWGP Heavyweight Champioship Kazuchika Okada aceitou o desafio de Devitt pelo seu título com a condição de que ele teria que defender seu IWGP Junior Heavyweight Championship contra seu companheiro do grupo Chaos, Gedo. Em 5 de julho, Devitt derrotou Gedo para defender com sucesso seu título, para ter sua luta pelo IWGP Heavyweight Championship contra Okada. A luta pelo título aconteceu em 20 de julho, onde Okada derrotou Devitt mesmo com interferências do Bullet Club, para reter seu título. Em 1 de agosto, Devitt derrotou Okada, com ajuda de Fale, no evento principal do 2013 G1 Climax que estava em seu primeiro dia. Depois de três outras grandes vitórias sobre os ex-detentores do IWGP Heavyweight Championship Hiroshi Tanahashi, Satoshi Kojima, e Togi Makabe, Devitt falhou em avançar no seu bloco, terminando com cinco vitórias e quatro derrotas. A rivalidade entre Devitt e Tanahashi culminou em uma luta Lumberjack Deathmatch em 29 de setembro no Destruction, onde Tanahashi foi vitorioso.
Com a rivalidade com Tanahashi deixada para trás, Devitt começou uma nova rivalidade com Togi Makabe, que foi responsável por sua derrota na Lumberjack Deathmatch. Enquanto isso, Devitt decidiu ele mesmo um novo desafiante pelo seu título IWGP Junior Heavyweight Championship, sendo este o recente contratado da NJPW Kota Ibushi, que o derrotou em uma luta tag team no Power Struggle, onde ele e Bad Luck Fale foram derrotados por Ibushi e Makabe. De 23 de novembro a 7 de dezembro, Devitt e Fale fizeram parte do 2013 World Tag League, onde os dois terminaram com três vitória e três derrotas, com uma derrota contra Tanahashi e Captain New Japan que custou o seu lugar nas semifinais. Em 4 de janeiro de 2014, no Wrestle Kingdom 8 in Tokyo Dome, o quarto mês de reinado de Devitt acabou, com este perdendo seu IWGP Junior Heavyweight Championship para Kota Ibushi em sua quinta defesa. Devitt começou a lutar com pinturas em seu roste e em seu corpo, e ele continuou usando em suas lutas importantes na NJPW. No dia seguinte, Devitt foi atacado pelo retornante Ryusuke Taguchi, que estava lesionado a sete meses, voltando com a rivalidade. Em 6 de abril no Invasion Attack 2014, um ano depois do fim da Apollo 55, Devitt enfrentou Taguchi em uma luta grudge. Durante a luta, Devitt disse repetitivamente para os The Young Bucks (Matt e Nick Jackson), os dois novos membros do Bullet Club, não interferir na luta, com eles consequentemente se virando contra Devitt. No final, Taguchi derrotou Devitt, e depois os dois apertaram as mãos e terminaram sua rivalidade. No dia seguinte, a NJPW anunciou que Devitt não fazia mais parte da empresa.

### NWA International (2007)
Devitt entrou em um torneio na National Wrestling Alliance chamado Reclaiming the Glory em junho de 2007 para coroar o novo Campeão Mundial dos Peso-Pesados da NWA depois do título ser retirado da TNA. No primeiro round ele enfrentou o lutador australiano Mikey Nicholls e venceu, mas perdeu no segundo round para Bryan Danielson no NWA Empire show em North Tonawanda, New York.

### WWE (2014-presente)

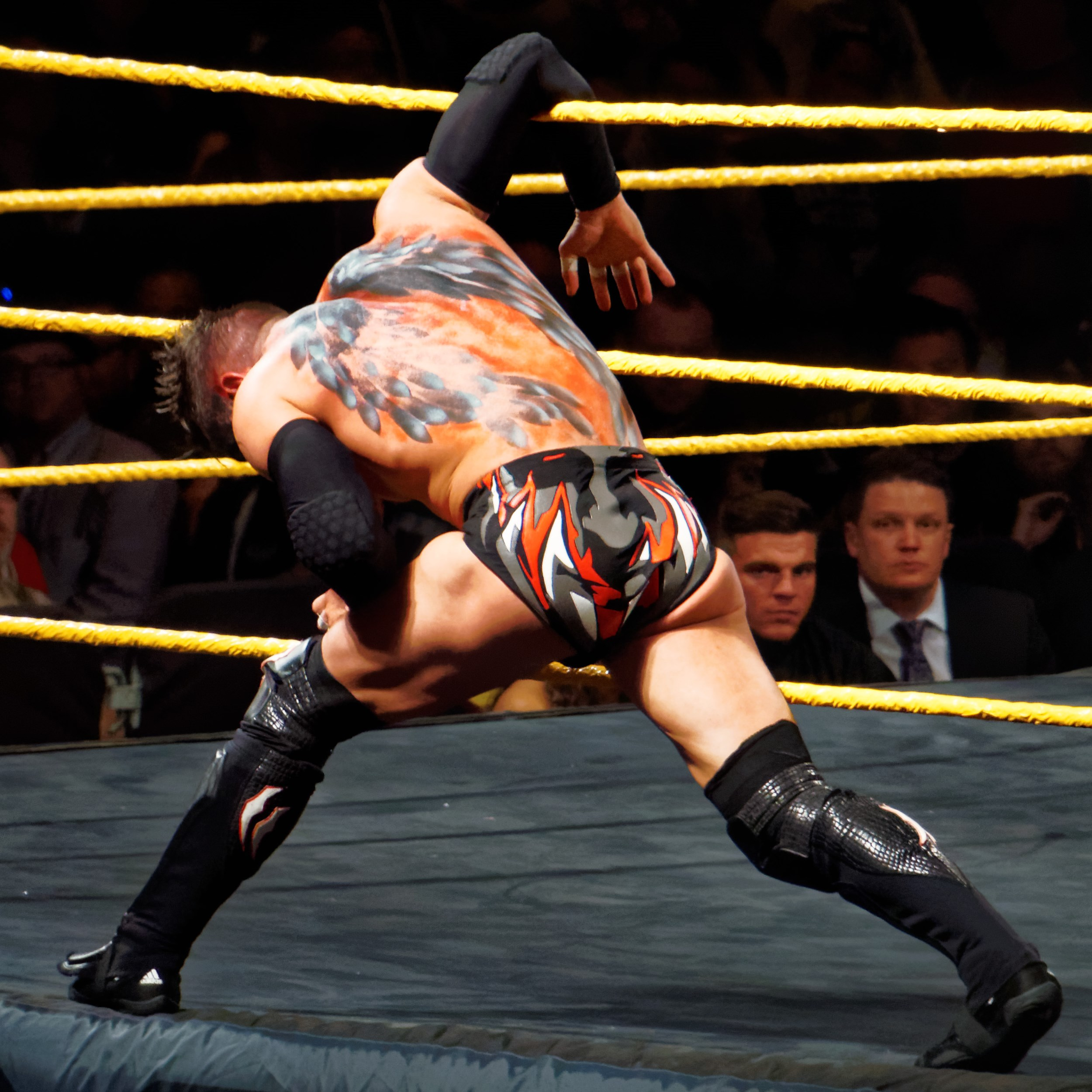
Bálor, com sua pintura corporal, em março de 2015.

Em 15 de maio de 2014, foi relatado que Devitt tinha assinado com a WWE e iria se juntar ao território de desenvolvimento da promoção, NXT. Em 28 de julho, a WWE confirmou oficialmente a contratação de Devitt, anunciando que iria estar no NXT nesse mesmo dia. Em 24 de setembro, seu ring name foi revelado sendo este Finn Bálor, derivado das figuras mitológicas irlandesas Fionn Mac Cumhaill e Balor; este último também é gaélico para "Demon King". Ele fez sua estreia nas gravações do NXT no dia seguinte, ajudando Hideo Itami em sua rivalidade com The Ascension (Konnor e Viktor). Sua estreia nos ringues aconteceu nas gravações de 23 de outubro, quando ele e Itami derrotaram Justin Gabriel e Tyson Kidd. Depois de semanas rivalizando com The Ascension, Bálor e Itami derrotaram a dupla no pay-per-view NXT TakeOver: R Evolution em 11 de dezembro onde Bálor estreou sua característica pintura corporal. Bálor então entrou em um torneio para determinar o desafiante ao NXT Championship derrotando Curtis Axel nas quartas de final em 21 de janeiro e Hideo Itami nas semi-finais em 4 de fevereiro. As finais do torneio foram realizadas no NXT TakeOver: Rival, onde Bálor derrotou Adrian Neville para se tornar o desafiante ao título. Bálor então enfrentou o campeão Kevin Owens, e perdeu a luta pelo título do NXT, depois de lesionar seu joelho.

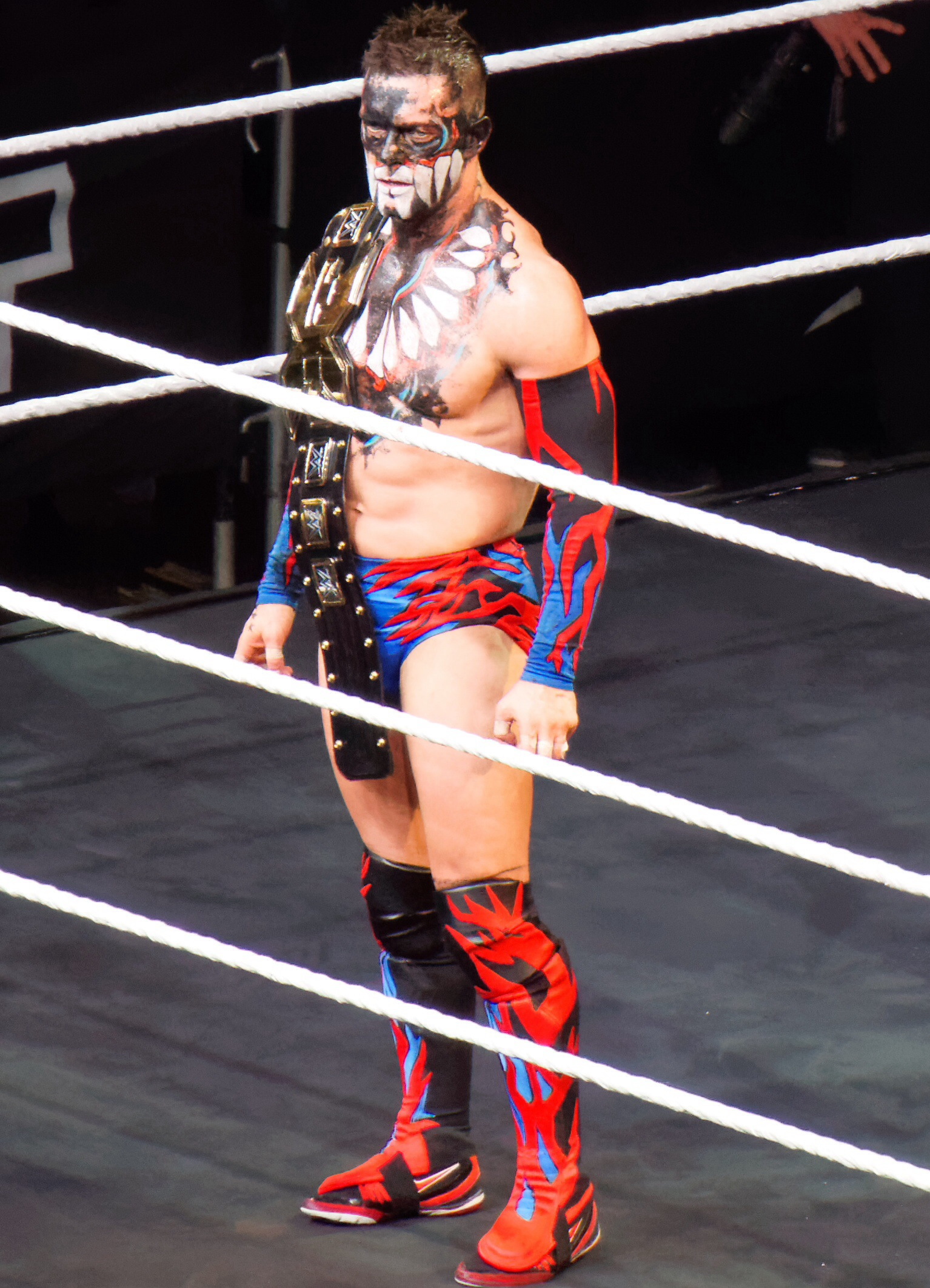
Bálor após reter o Campeonato do NXT no NXT TakeOver: Dallas em abril de 2016.

No NXT TakeOver: Unstoppable em maio, Bálor derrotou Tyler Breeze para se tornar novamente o desafiante ao título. Bálor recebeu sua chance pelo título em 4 de julho, no The Beast in the East em Tokyo, no Japão, onde ele derrotou Owens para se tornar o novo campeão do NXT. Bálor derrotou Owens em uma luta de escadas para reter o título no NXT TakeOver: Brooklyn em 22 de agosto. Mais tarde, Bálor participou do torneio Dusty Rhodes Tag Team Classic em agosto, fazendo parceria com Samoa Joe. Juntos, eles derrotaram The Lucha Dragons (Sin Cara e Kalisto) na primeira rodada, Enzo Amore e Colin Cassady nas quartas de final, Dash Wilder e Scott Dawson nas semifinais, e Baron Corbin e Rhyno na final, no NXT TakeOver: Respect em 7 de outubro, para vencer o torneio. No episódio de 4 de novembro do NXT, Bálor defendeu o Campeonato do NXT contra Apollo Crews, mas a luta terminou em um "no contest" após a interferência de Baron Corbin, que atacou os dois lutadores. Samoa Joe apareceu e afugentou Corbin, mas depois virou-se contra Bálor e o atacou, iniciando uma rivalidade entre os dois. No NXT TakeOver: London, em 16 de dezembro, Bálor derrotou Joe para reter o título. No NXT TakeOver: Dallas, em 1º de abril, Bálor manteve o Campeonato do NXT em uma revanche contra Joe. Em 17 de abril, Bálor se tornou o campeão mais longevo da história do NXT, superando o recorde de Neville de 287 dias. No entanto, em 21 de abril, Bálor perdeu o Campeonato do NXT para Joe em um evento ao vivo em Lowell, Massachusetts, encerrando seu reinado após 292 dias. No NXT TakeOver: The End, em 8 de junho, Bálor perdeu para Joe em uma luta em uma jaula de aço, a primeira da história do NXT, em uma revanche pelo título, marcando sua primeira derrota no TakeOver e a primeira derrota sob sua persona "Demon". Bálor fez sua última luta no NXT em 30 de julho, fazendo equipe com Shinsuke Nakamura para derrotar Bobby Roode e Samoa Joe.

## Vida pessoal
Devitt jogou futebol e futebol gaélico quando era mais jovem, antes de decidir se tornar um lutador profissional. Ele tem um diploma de primeiro grau de faixa preta na IBF submission wrestling. Já mais velho, Devitt era fã do programa World of Sport bem como dos lutadores British Bulldog, Shawn Michaels, Rick Rude, Mr. Perfect, Koko B. Ware e Savio Vega. Devitt possui uma boa amizade com o colega lutador Dru Onyx. Ele é um leitor ávido de histórias em quadrinhos e incluiu personagens dessas histórias em suas personagens, mais comumente como mocinho e em sua pintura corporal. Devitt é torcedor do time inglês Tottenham Hotspur F.C. Em agosto de 2019 casou-se com a jornalista da FOX Sports Vero Rockstar.

## No wrestling

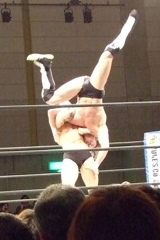
Devitt executando um Bloody Sunday em Kenny Omega.

- Movimentos de finalização
  - Coup de Grâce[7](Diving double foot stomp)[166][167]
  - Como Prince Devitt
    - Bloody Sunday (single underhook DDT, às vezes usado do top rope)[6][27][28]
    - Brainbuster[168]
    - Devitt's End (High-angle Fujiwara armbar)[3]
    - Prince's Throne (Fireman's carry double knee gutbuster)[6][168]
    - Reverse Bloody Sunday (Lifting inverted DDT)[108]
    - Shingata Prince's Throne (Overhead gutwrench backbreaker rack dropped em um double knee gutbuster)[169]
- Movimentos secundários
  - Como Finn Bálor
    - Diving double foot stomp na parte de trás da cabeça do oponente[170]
    - Lifting inverted DDT[170][171]
    - Pelé Kick (Overhead kick)[167][170][171][172]
    - Running front dropkick, derrubando o oponente no corner[167][170][171]
    - Sling Blade[167][171][172]
    - Suicide somersault senton[144][145]

  - Como Prince Devitt
    - Diving double foot stomp,[6][173]
    - Dreamcast (Jumping corkscrew roundhouse kick)[174]
    - Overhead kick[168]
    - Suicide somersault senton[6][175]
- Alcunhas
  - "Demon King"
  - "Irish Young Gun"[1]
  - "Irish Captor"[176]
  - "Real Rock 'n' Rolla"[177]
  - "Real Shooter"[178]

## Títulos e prêmios
- American Wrestling Roadshow
  - AWR Championship (1 vez)[179]
- Consejo Mundial de Lucha Libre

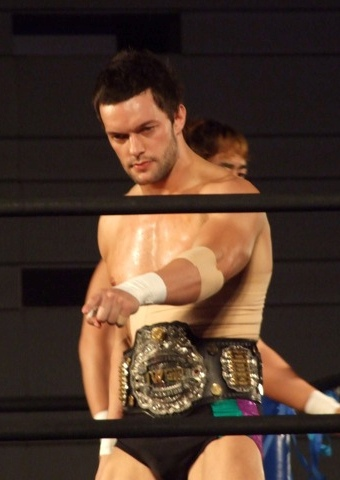
Devitt como IWGP Junior Heavyweight Champion em Novembro de 2010.

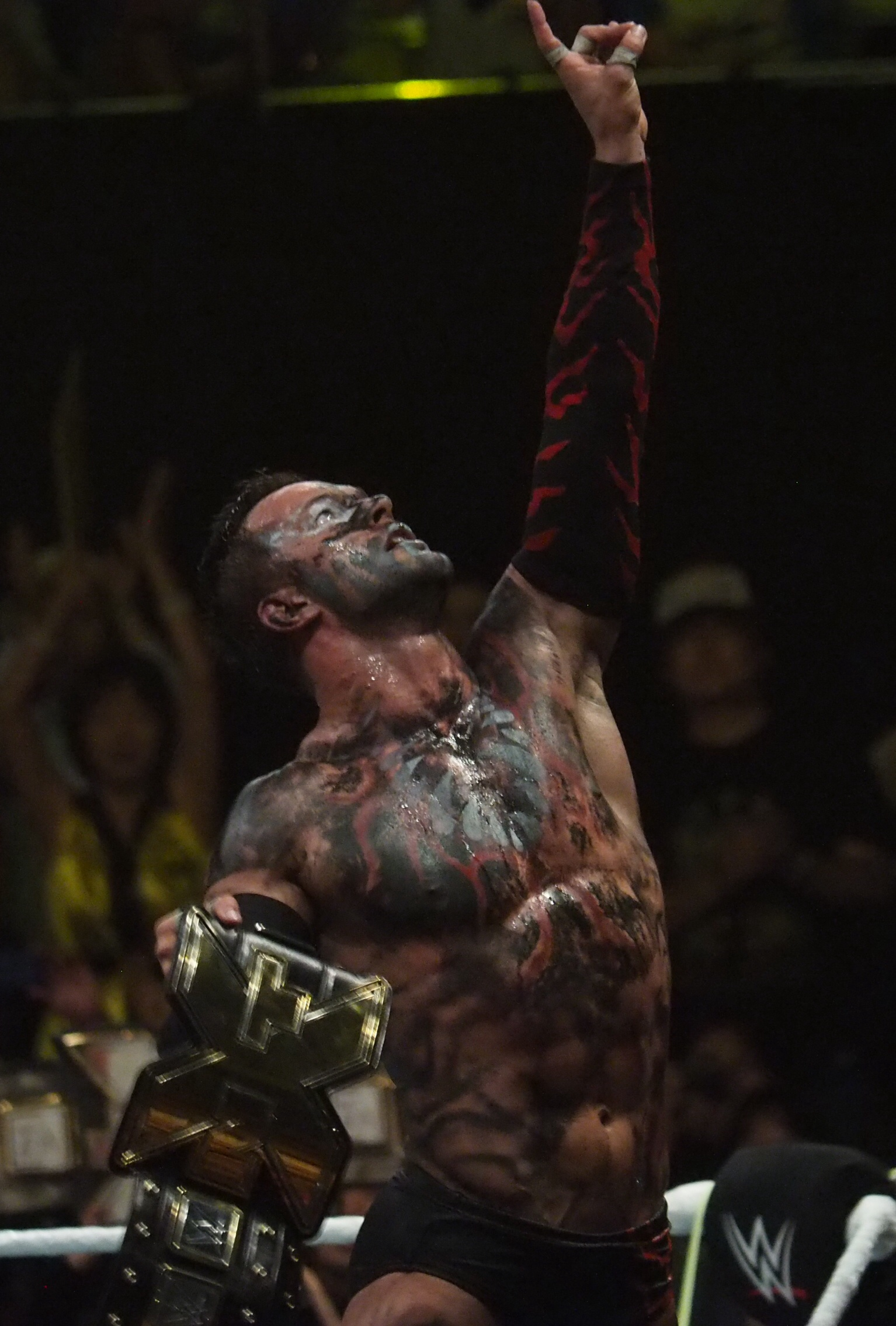
Bálor é duas vezes campeão do NXT e também detém o recorde de maior duração combinada de reinados, com 504 dias.

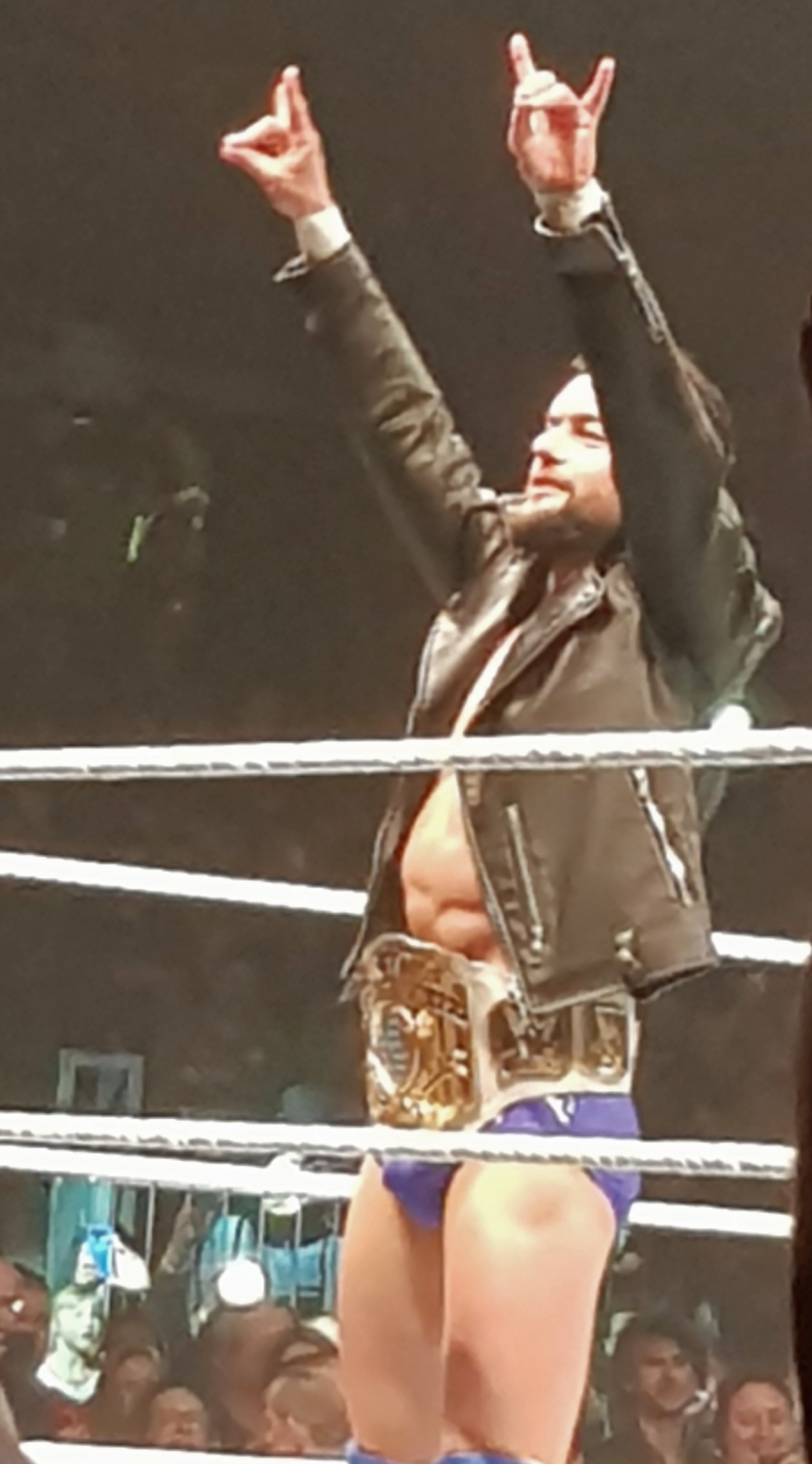
Bálor é duas vezes campeão intercontinental da WWE.

  - NWA World Historic Middleweight Championship (1 vez)[69]
- Insane Championship Wrestling
  - ICW Zero-G Championship (1 vez)[180]
- Kaientai Dojo
  - Melhor Tag Team Match (2010) com Ryusuke Taguchi vs. Makoto Oishi e Shiori Asahi em 17 de abril[181]
- New Japan Pro Wrestling
  - IWGP Junior Heavyweight Championship (3 vezes)[182]
  - IWGP Junior Heavyweight Tag Team Championship (6 vezes) – com Minoru (2) e Ryusuke Taguchi (4)[183]
  - Best of the Super Juniors 2010 e 2013[27][108]
  - J Sports Crown Openweight 6 Man Tag Tournament (2010, 2011) – com Ryusuke Taguchi e Hirooki Goto[29][30][52]
- New York Post
  - Facção do Ano (2023) como parte do The Judgment Day[184]
- NWA UK Hammerlock
  - NWA British Commonwealth Heavyweight Championship (2 vezes)[3][8]
- Pro Wrestling Illustrated
  - PWI o colocou na #3ª posição dos 500 melhores lutadores individuais em 2016[185]
  - Facção do Ano (2023)  como parte do The Judgment Day
- Revolution Pro Wrestling
  - British Cruiserweight Championship (1 vez)[186][187]
- Tokyo Sports
  - Best Bout Award (2010) com Ryusuke Taguchi vs. Kenny Omega e Kota Ibushi (NJPW, 11 de outubro)[188]
- Wrestling Observer Newsletter
  - Lutador Mais Subestimado (2018)[189][190]
- WWE
  - Campeonato Universal da WWE (1 vez)
  - Campeonato Intercontinental da WWE (2 vezes)[191]
  - Campeonato dos Estados Unidos da WWE (1 vez)[192]
  - Campeonato Mundial de Duplas[a] (4 vezes, atual) – com Damian Priest (2) e JD McDonagh (2, atual)[193]
  - Campeonato de Duplas do SmackDown da WWE (2 vezes) – com Damian Priest[194]
  - Décimo sétimo a realizar o Grand Slam (de acordo com o formato atual; 24º no total)
- WWE NXT
  - Campeonato do NXT (2 vezes)
  - NXT Championship No. 1 Contender's Tournament (2015)[145]
  - NXT Tag Team Dusty Rhodes Classic (2015) - com Samoa Joe
  - Slammy Award (1 vez)
    - Facção do Ano (2024) – como membro do The Judgment Day